# Tetramorium christiei
Tetramorium christiei är en myrart som beskrevs av Auguste-Henri Forel 1902. Tetramorium christiei ingår i släktet Tetramorium och familjen myror. Inga underarter finns listade i Catalogue of Life.